# Sanusi Pane
Sanusi Pane (ur. 14 listopada 1905 w Sumatrze Północnej, zm. 2 stycznia 1968 w Dżakarcie) – indonezyjski poeta, prozaik i dramaturg.
W 1933 brał udział w zakładaniu grupy literackiej Pujangga Baru (Nowy Piewca), której działalność była związana z początkami indonezyjskiej literatury. W poezji posługiwał się m.in. staromalajską formą pantun. W jego twórczości, zwłaszcza w dramatach, były widoczne wpływy indyjskiej, europejskiej i rodzimej starojawajskiej literatury. Tworzył również w języku niderlandzkim. Ważniejsze jego dzieła to zbiory poezji Puspa Mega (Kwiecie chmur, 1927) i Madah Kelana (Pochwała wędrówki, 1931).